# Петрілово
Петрі́лово (рос. Петрилово) — присілок у складі Тотемського району Вологодської області, Росія. Входить до складу Погоріловського сільського поселення.

## Населення
Населення — 84 особи (2010; 78 у 2002).
Національний склад (станом на 2002 рік):
- росіяни — 99 %